# Oporinia mixta
Oporinia mixta là một loài bướm đêm trong họ Geometridae.